# Hypocolobus
Hypocolobus är ett släkte av skalbaggar. Hypocolobus ingår i familjen vivlar.

## Dottertaxa tillHypocolobus, i alfabetisk ordning[1]
- Hypocolobus anaglypticus
- Hypocolobus basuto
- Hypocolobus caesus
- Hypocolobus choensis
- Hypocolobus corniculatus
- Hypocolobus denticollis
- Hypocolobus dregei
- Hypocolobus eckloni
- Hypocolobus fallax
- Hypocolobus fictus
- Hypocolobus fraudulentus
- Hypocolobus impressifrons
- Hypocolobus saxosus
- Hypocolobus scoparius
- Hypocolobus scrobifrons
- Hypocolobus squalidus
- Hypocolobus surdus
- Hypocolobus troglodytes
- Hypocolobus tutulus
- Hypocolobus unicornis
- Hypocolobus variegatus
- Hypocolobus vermiculatus
- Hypocolobus zeyheri